# 島根県立八雲立つ風土記の丘
島根県立八雲立つ風土記の丘（しまねけんりつやくもたつふどきのおか）は島根県松江市大庭町にある風土記の丘（歴史公園・野外博物館）施設。
古代出雲国の中心地である意宇郡大庭・竹矢地区には『出雲国風土記』に登場する出雲国府跡や出雲国分寺跡、出雲国山代郷遺跡群（山代郷正倉跡・北新造院跡）などの古代遺跡群が存在する。
八雲立つ風土記の丘は、これらの遺跡を一体的に整備・保存・活用すべく、国の風土記の丘設置構想に基づいて、1972年（昭和47年）全国で6番目に設置された風土記の丘施設（全国に16箇所設置）である。岡田山古墳群のある高台の八雲立つ風土記の丘展示学習館を中心施設（歴史博物館）とする。2022年（令和4年）9月9日に開所50周年を迎えた。

## 主要な施設
- 八雲立つ風土記の丘展示学習館
- ガイダンス山代の郷
- 風土記植物園[3]

## 主要な遺跡
- 出雲国府跡
- 出雲国山代郷遺跡群
- 山代二子塚古墳
- 岡田山古墳群[3]

## 文化財

### 重要文化財（国指定）

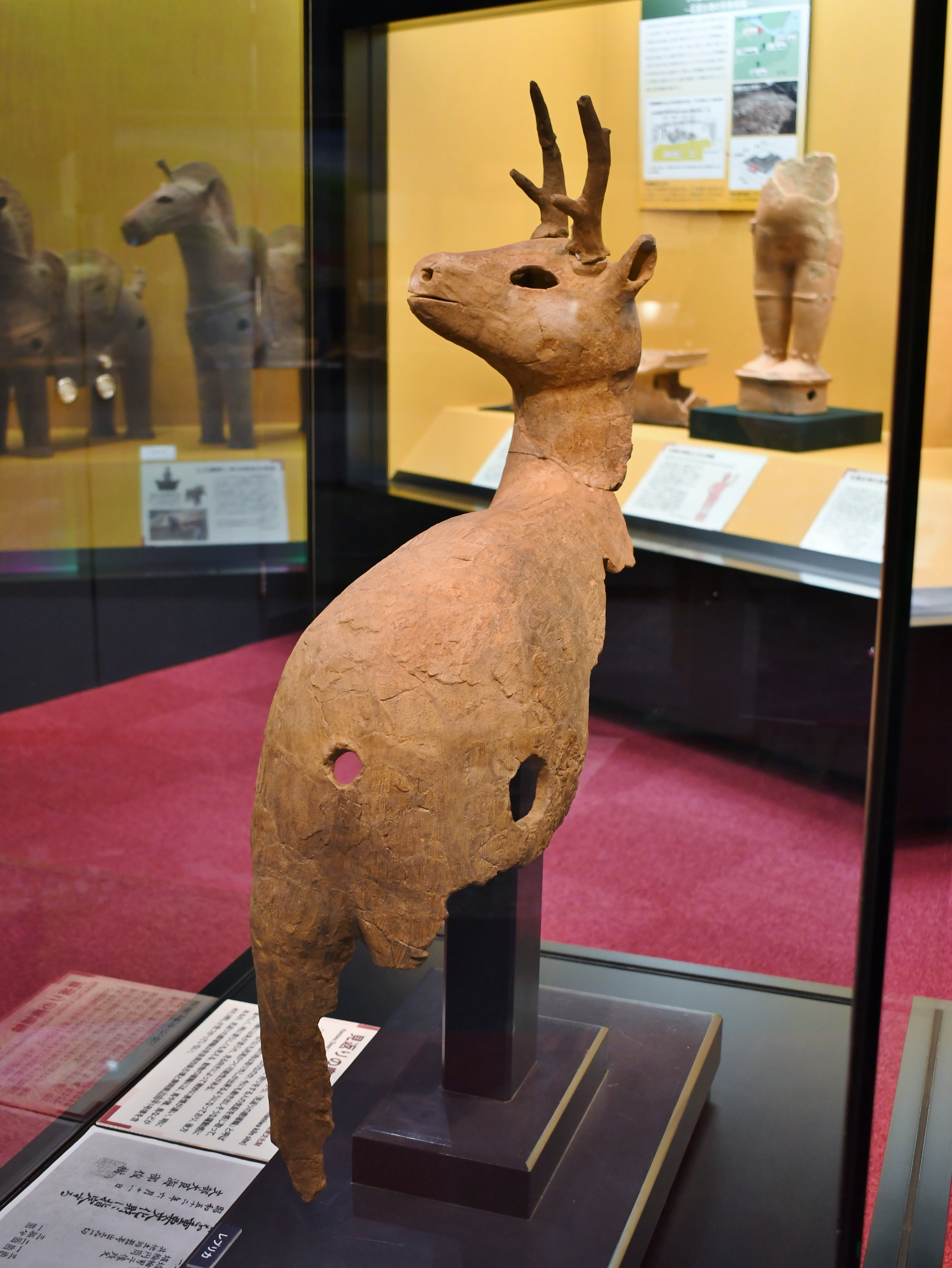
平所遺跡 見返りの鹿埴輪

- 平所遺跡埴輪窯跡出土品（考古資料） - 所有者は島根県、八雲立つ風土記の丘保管。1977年（昭和52年）6月11日指定。
- 出雲岡田山古墳出土品（考古資料） - 所有者は六所神社、八雲立つ風土記の丘寄託。1985年（昭和60年）6月6日指定。

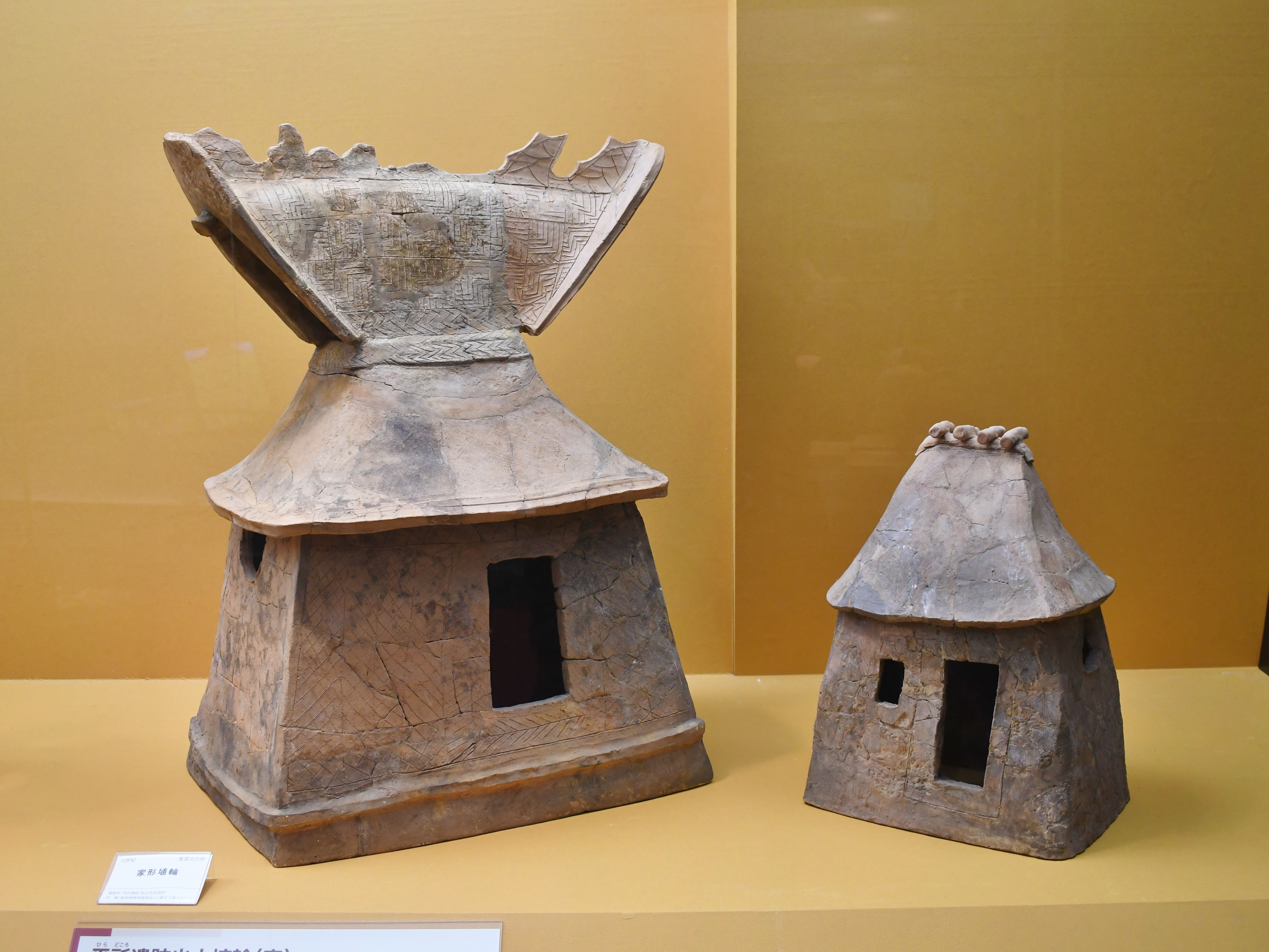
平所遺跡 家形埴輪
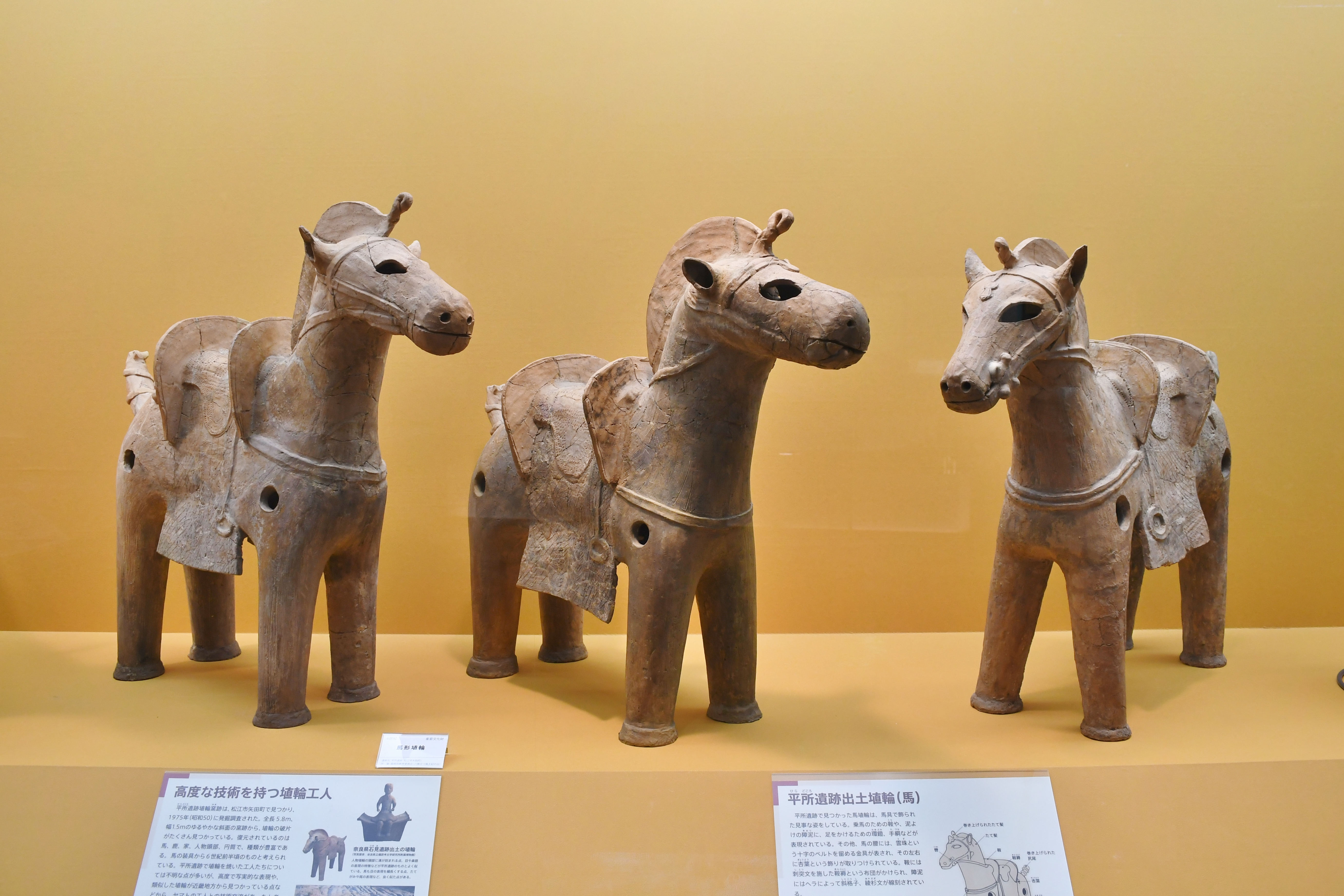
平所遺跡 馬形埴輪
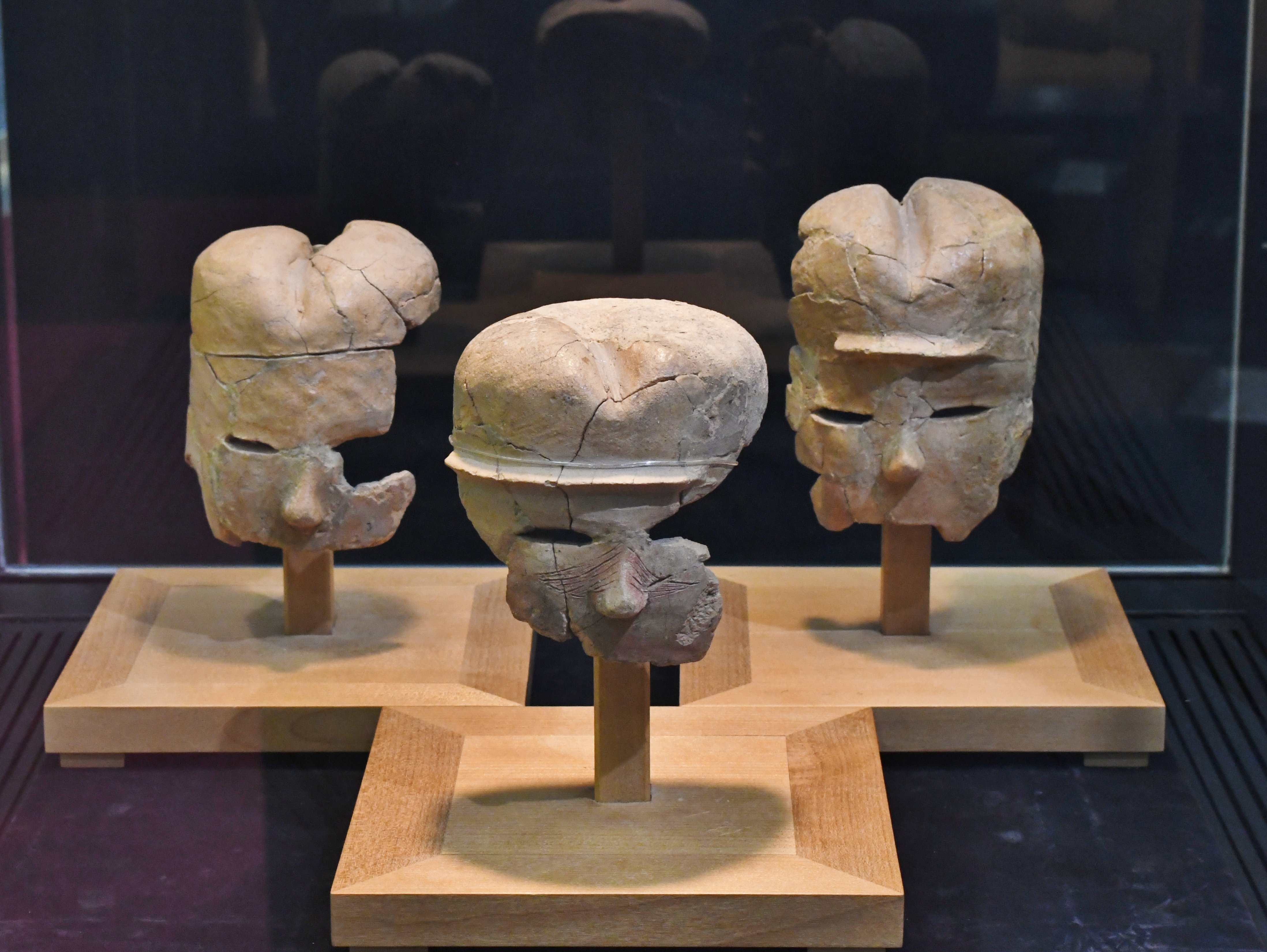
平所遺跡 人物埴輪

### 島根県指定文化財
- 有形文化財
  - 紙本墨書八重垣文書 43通1巻2冊（古文書） - 所有者は個人、八雲立つ風土記の丘寄託。1972年（昭和47年）3月31日指定。
  - 細形銅剣（考古資料） - 所有者は平浜八幡宮、八雲立つ風土記の丘寄託。1964年（昭和39年）5月26日指定。
  - 銅印印文「春」（考古資料） - 所有者は個人、八雲立つ風土記の丘寄託。1968年（昭和43年）6月7日指定。

### 松江市指定文化財
- 有形文化財
  - 小屋谷3号墳出土品（考古資料） - 所有者は松江市、八雲立つ風土記の丘寄託。1986年（昭和61年）3月31日指定。
  - 熊野銅鐸（考古資料） - 所有者は熊野大社、八雲立つ風土記の丘寄託。2001年（平成13年）3月30日指定。
  - 寺床遺跡1号墳出土品（考古資料） - 所有者は松江市、八雲立つ風土記の丘寄託。2011年（平成23年）7月26日指定。

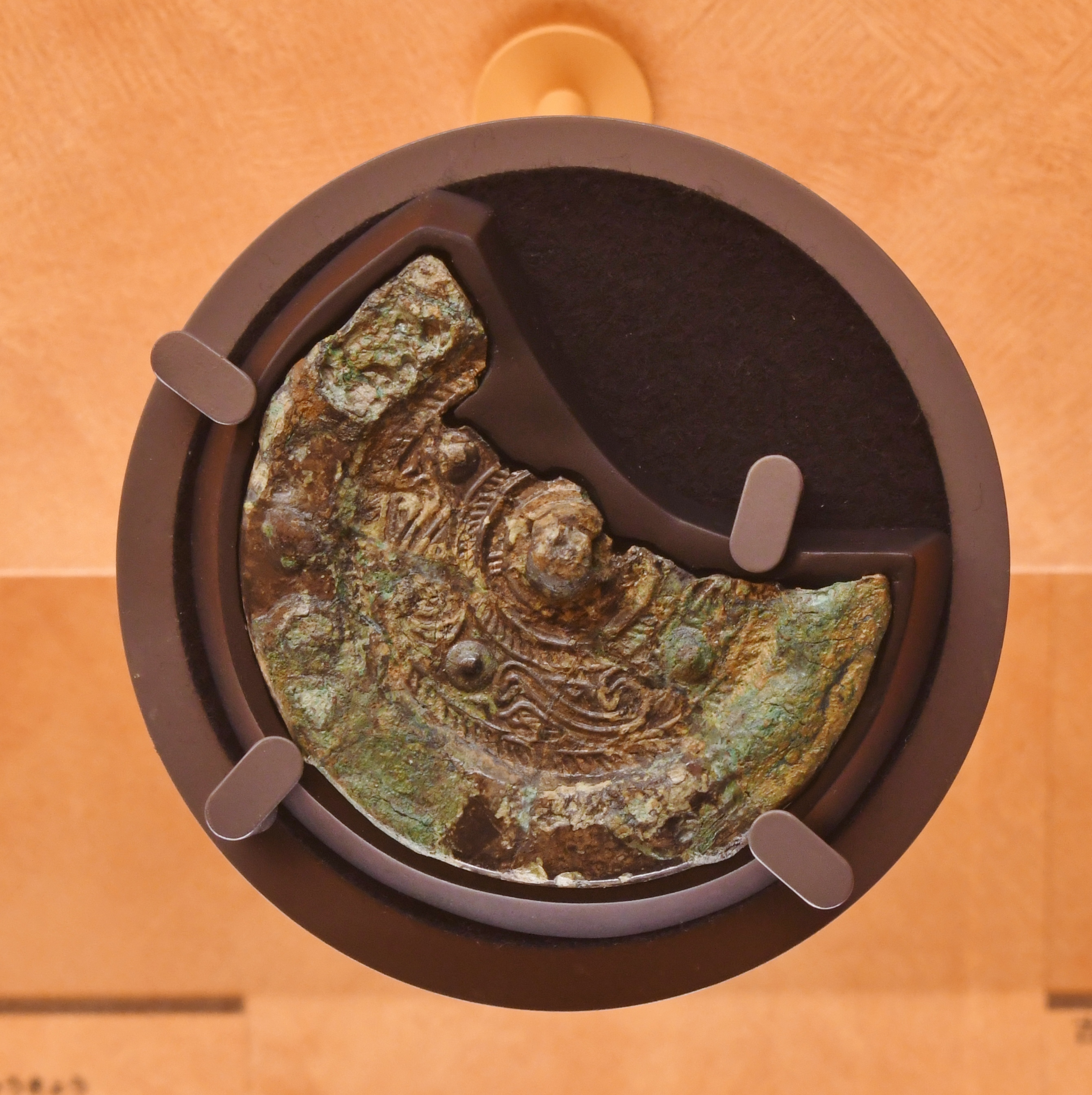
小屋谷3号墳 四虵鏡
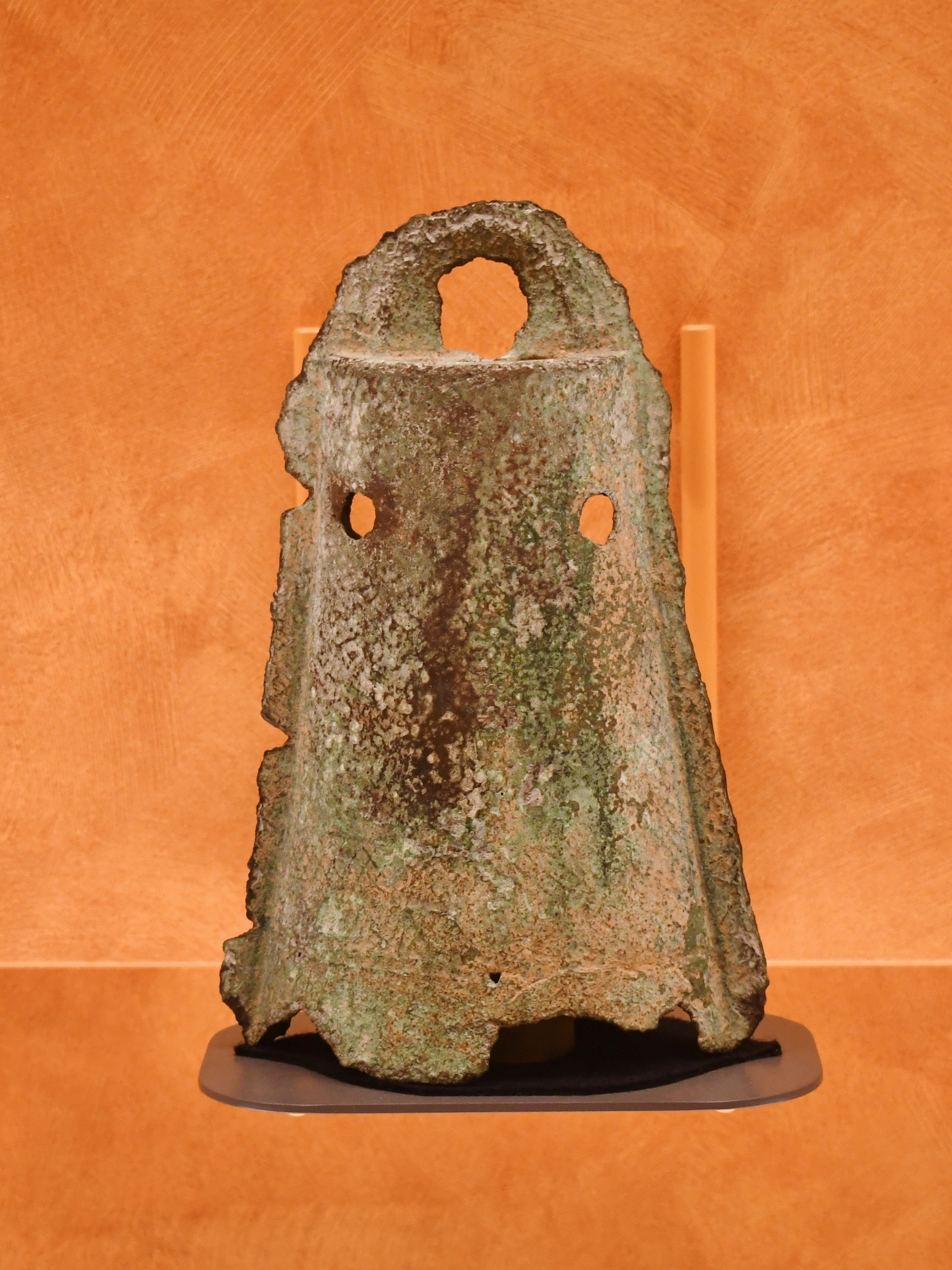
熊野銅鐸
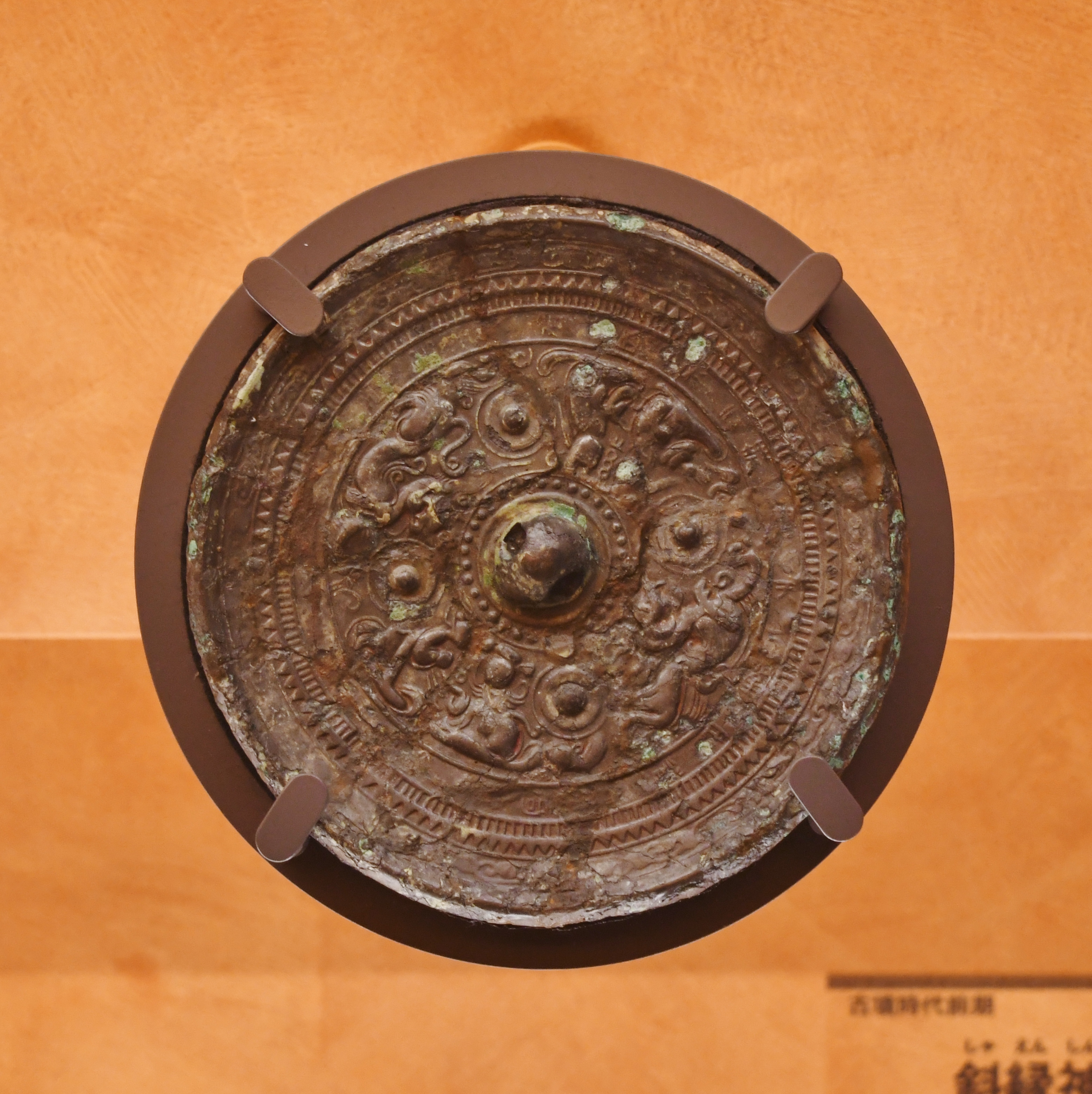
寺床1号墳 斜縁神獣鏡

## 詳しく載っている本
- 島根県教育委員会『八雲立つ風土記の丘設置事業報告』1973年（昭和48年）3月発行